# Molnár Tamás (labdarúgó)
Molnár Tamás (Zalaegerszeg, 1987. szeptember 1. – 2019. December 9.) magyar labdarúgó, jelenleg az FC Csesztreg játékosa.

## Külső hivatkozások
- zete.co.nr
- Hlsz.hu játékosprofil